# Веселин
Веселин је старо словенско лично име. Води порекло од речи „весеље“. У Хрватској је ово име много чешће међу Србима него међу другим народима и током двадесетог века је било популарно, нарочито у Загребу, Осијеку и Трпињи. Занимљиво је да је у Словенији ово изведено име од имена Веселко (у Србији је обрнуто) и у овој земљи је 2007. било на 850. месту по популарности.
Име Веселин је такође распрострањено у Бугарској.

## Изведена имена
Од овог имена су изведена презимена Веселинов и Веселиновић, а друга изведена имена су Веселина, Веселинка, Веселко, Веселка, Весела, Веса, Веско, Веска и Весо.